# Sericesthis
Sericesthis är ett släkte av skalbaggar. Sericesthis ingår i familjen Melolonthidae.

## Dottertaxa tillSericesthis, i alfabetisk ordning[1]
- Sericesthis accola
- Sericesthis anepsia
- Sericesthis antennalis
- Sericesthis armaticeps
- Sericesthis bisetosa
- Sericesthis brooksi
- Sericesthis calignea
- Sericesthis carnei
- Sericesthis cinnamea
- Sericesthis consanguinea
- Sericesthis coolumensis
- Sericesthis egens
- Sericesthis elderi
- Sericesthis erosa
- Sericesthis fovea
- Sericesthis geminata
- Sericesthis harti
- Sericesthis ignota
- Sericesthis illawarrae
- Sericesthis incisa
- Sericesthis incola
- Sericesthis ino
- Sericesthis insularis
- Sericesthis iris
- Sericesthis janetae
- Sericesthis latens
- Sericesthis lutea
- Sericesthis magna
- Sericesthis major
- Sericesthis metincisa
- Sericesthis micans
- Sericesthis minima
- Sericesthis miskoi
- Sericesthis nemoralis
- Sericesthis nigra
- Sericesthis nigrolineata
- Sericesthis palumae
- Sericesthis parallela
- Sericesthis parvipes
- Sericesthis propria
- Sericesthis proxima
- Sericesthis rectangula
- Sericesthis rufescens
- Sericesthis rugosulus
- Sericesthis serena
- Sericesthis stipata
- Sericesthis storeyi
- Sericesthis suberosa
- Sericesthis suturalis
- Sericesthis tetrica
- Sericesthis vera
- Sericesthis vigilans